# 북배산
북배산(北培山)은 대한민국 경기도 가평군과 강원특별자치도 춘천시 사이에 있는 높이 869.6m의 산이다. 정상 좌표는 북위 37.920408도, 동경 127.612645도

## 같이 보기
- 한국의 산